# Jhon Castañeda
Jhon Alexander Castañeda Angulo (19 de febrero de 1992) es un atleta colombiano, especialista en la modalidad de marcha, en las distancias de 20 y 50 km. Ha logrado varios títulos a nivel nacional en eventos de pista y ruta, también a Nivel internacional ha sido en múltiples ocasiones medallista suramericano destacándose la medalla de oro 2008 en la categoría menores en 10 Km en Cuenca - Ecuador, medalla de bronce 2016 en 20 Km en Guayaquil - Ecuador, medalla de plata 2017 en Asunción - Paraguay, medalla de plata 2021 en Guayaquil- Ecuador, medalla de oro 20 km en los Campeonato Sudamericano de Atletismo de 2019 en Lima - Perú. 
En el ámbito académico cuenta con varias titulaciones como lo son: Técnico en entrenamiento y táctica deportiva del politécnico agroindustrial de Villavicencio, tecnólogo industrial, ingeniero de producción y Magíster en Ingeniería Industrial de la Universidad Distrital Francisco José de Caldas.